# József Mezei
József Mezei (* 19. Mai 1938; † 20. März 2019 in Budapest) war ungarischer Radrennfahrer und nationaler Meister im Radsport.

## Sportliche Laufbahn
Mezei war im Straßenradsport und im Bahnradsport aktiv. 1960, 1963 und 1964 gewann er mit seinem Team die nationale Meisterschaft im Mannschaftszeitfahren. Die Internationale Friedensfahrt fuhr er dreimal. 1961 wurde er 38. und 1962 37. der Gesamtwertung. 1963 war er ausgeschieden. 1962 war er Teilnehmer der Straßenradsport-Weltmeisterschaften. Mit dem Straßenvierer kam er auf den 17. Rang im Mannschaftszeitfahren. Im Einzelrennen wurde er 40. 1964 startete er erneut bei den Welttitelkämpfen und kam mit dem Vierer auf den 11. Platz. Auf der Bahn wurde er 1956 nationaler Meister im Punktefahren. 1964 und 1965 wurde er Meister in der Mannschaftsverfolgung mit Újpest Dózsa SC.